# Nagyenyedi vérengzés
A nagyenyedi vérengzés 1849. január 8–11. között történt, mikor román népfelkelők lerohanták és feldúlták a katonai védelem nélkül maradt Nagyenyedet. A vérengzés áldozata 600–1000 magyar polgár volt (további körülbelül ugyanennyi halálra fagyott menekülés közben); a rombolásban elpusztult a város nagy része, beleértve a református kollégium épületeit, könyvtárát, és felszerelését. A szabadságharc „legszörnyűbb vérengzése” és egyik legkeserűbb és legtragikusabb fejleménye, „az erdélyi sors legvéresebb áldozata”,  az Erdélyben „szinte példátlan etnikai tisztogatás” nem csak a civil halottak nagy száma és a nagymúltú kollégium pusztulása, hanem az értelmetlen kegyetlenségek miatt is emlékezetes maradt.
A magyar forradalmat elfojtani kívánó császáriak 1848 szeptemberében engedélyt adtak az erdélyi románoknak a fegyverkezésre, hogy többfrontos háborúba kényszerítsék a szabadságharcosokat. A román népfelkelők számos magyar települést feldúltak és kiraboltak, Nagyenyedet azonban elkerülték a harcok (bár az év végére már általánosak lettek a fosztogatások), helyőrség védte, és a közeli falvakból ide húzódott a birtokos nemesség is. 1849 januárjának elején Nagyenyed katonai védelem nélkül maradt, Anton von Puchner pedig állítólag parancsba adta a város elpusztítását, hogy a magyar haderő ne tudja bázisként használni azt. A parancs kivitelezésével Ioan Axente Sever román népfelkelői vezért bízta meg.
Január 8-a estéjén közel tízezer román felkelő rohanta le Nagyenyedet, és általános gyilkolást és pusztítást vittek véghez. Hozzájuk további táborok, továbbá a környező falvakból érkező fosztogatók csatlakoztak; becslések szerint egy időben 18-20 ezer martalóc tartózkodott a városban. A magyar lakosokat válogatott kegyetlenségekkel, sokukat órákig tartó kínzások után ölték meg; jellemző volt az emberek lelövése, vasdorongokkal vagy fejszével való agyonverése. A várost felgyújtották, cseréppel vagy zsindellyel fedett épület nem maradt épen; a kollégiumot szisztematikusan kifosztották és felégették, a könyvtárat és a levéltárakat megsemmisítették, az értékeket elvitték vagy elpusztították. A dúlás január 11-éig tartott, de utána még több napon keresztül folyt a fosztogatás. A lakosok egy része az erdőkön keresztül menekült a közeli településekre, a városban rekedt túlélőket január 11–16 között honvéd- és császári csapatok mentették ki. Nagyenyed csak az 1890-es évek közepére heverte ki a pusztítást. 1904-ben emlékművet avattak a vár falánál.
Az eseményekről a legrészletesebb krónikát Szilágyi Farkas (1839–1910) nagyenyedi református lelkész írta, aki gyermekként élte át a katasztrófát, és könyvéhez rengeteg szemtanútól, túlélőtől gyűjtött adatokat. Külön művet szentelt a történéseknek Kemény Gábor báró (1830–1888) is. A román hatalomátvétel után a vérengzést nem volt szabad említeni, csak az 1989-es rendszerváltás után nyílt lehetőség a történtek felelevenítésére. A 21. században Domonkos László rövid összefoglaló monográfiát jelentetett meg.

## Előzmények

### Nagyenyed története

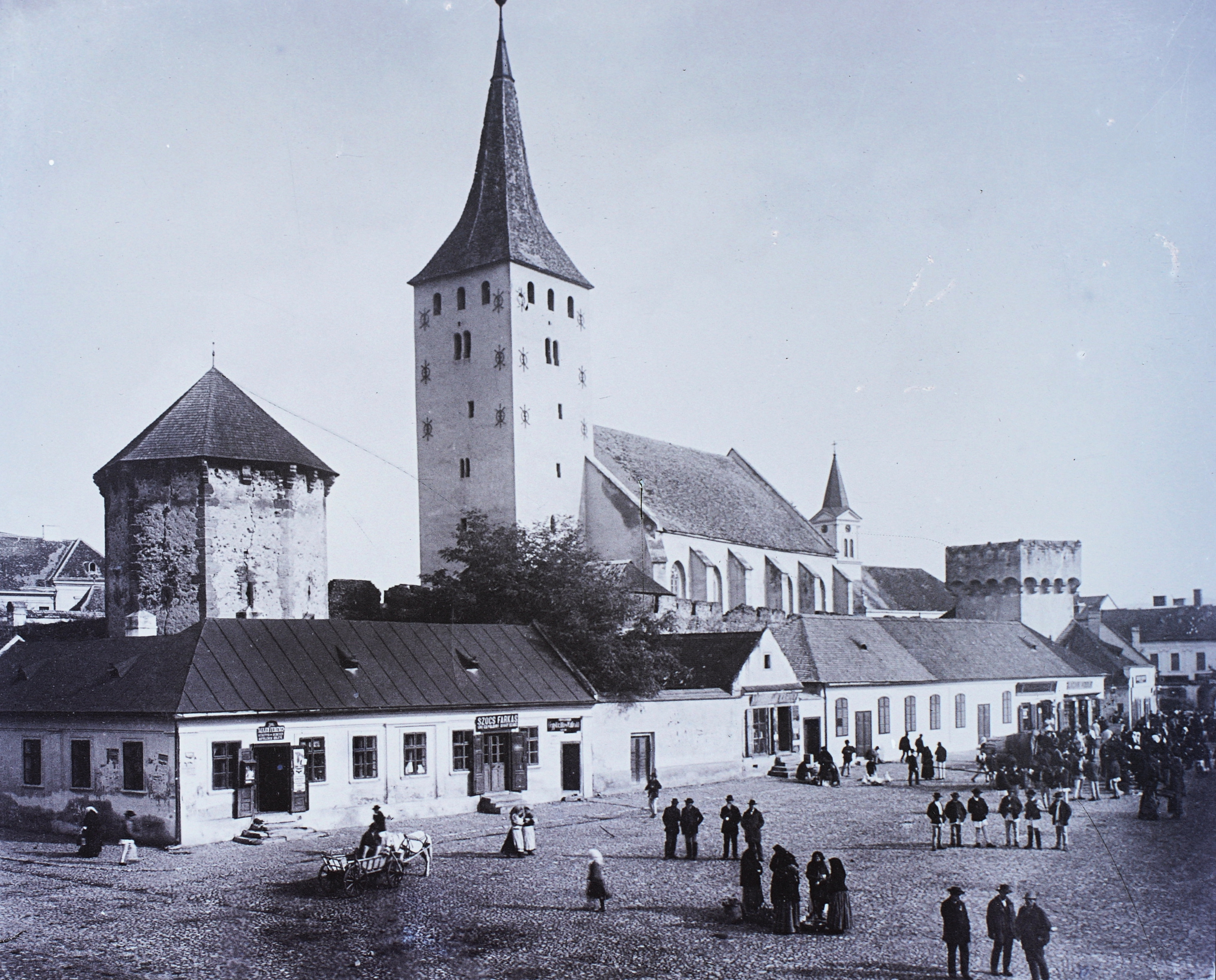
Nagyenyed központja 1907-ben

Áprily Lajos szerint „Ha Erdély a hagyományok földje, ez a kicsi város az erdélyi hagyománysűrűség városa. A történelmi levegőnek ez a nagyobb sűrűsége, ez az erős múlt-íz fogja meg azt, akit a sorsa a lélek fogékony korában esztendőkre ideplántált. […] az enyedi öbölben is ott lüktetnek az erdélyi sors – sokszor halálos ölelésű – hullámai. Enyed történelmi sorsa több felvonású vér- és koromszagú tragédia.”
Erdélyi szászok alapították a 12. század környékén; a várudvari evangélikus kápolna helyén állt egykori román stílusú templomot a legrégibb erdélyi szász templomnak tartják. Szász telepítésre utal a Főtér szabályos alakja és az onnan derékszögben kiágazó utcák, továbbá azok nevei. 1239-ben felépült a vizesárokkal körülvett vár, melynek bástyáit a városi céhek védték, a 15. században pedig a gótikus stílusú nagytemplom (a mai református vártemplom). A 16–17. századra a szászok elveszítették nyelvüket, elmagyarosodtak. 1551-ben Fráter György ostromolta, 1600-ban pedig Mihály vajda seregei dúlták fel.
A város jólétének a forrása a szőlőtermesztés és a kisipar volt. 1613-ban Bethlen Gábor fejedelem kiváltságlevéllel biztosította a polgárok jólétét és jogi helyzetét, 1658-ban pedig II. Rákóczi György a polgároknak nemesi rangot és földet adományozott. Ugyanebben az évben törökök égették fel a várost. 1662-ben I. Apafi Mihály Nagyenyedre költöztette a Bethlen-féle református kollégiumot az elpusztult Gyulafehérvárról, így a város fontos művelődési központtá, egy erdélyi Leidenné vált. 1704-ben, a Rákóczi-szabadságharc alatt Tiege labanc csapatai feldúlták és kirabolták a várost, elpusztítva a kollégiumot is, melynek újjáépítése csak külföldi segélyből, 1743-ra történt meg. A 18. század végétől Nagyenyed, Alsó-Fehér vármegye központja gazdasági és kulturális fellendülés időszakát élte, a Kemény–Zeyk-udvarház a kor haladó szellemű arisztokratáinak találkozóhelye volt, az iskola új épületekkel bővült és az oktatás szintje folyamatosan emelkedett. Pezsgő társadalmi élet és gyors fejlődés jellemezte a várost, óvoda és megyei kórház létesült, „polgársága, a kisiparoson kezdve fel a magasabb körökig, virágzó anyagi jólétének örvendhetett s a város építkezése és általános csinosodása, nevelése élénk lendületet vett”. Ezt a fejlődési szakaszt törte derékba az 1849-es vérengzés és pusztítás.

### A kollégium története
Az 1622-es kolozsvári országgyűlésen Bethlen Gábor egy országos jellegű, a külföldiekkel egyenrangú erdélyi akadémia felállítására vonatkozó tervet fogadtatott el, és már abban az évben megkezdődött az Academicum Collegium működése Gyulafehérváron, a fejedelmi székhelyen. Kezdetben egy kolostor épületében működött, de hamarosan Bethlen elrendelte egy új iskolaépület felépítését, tanárokként pedig neves külföldi professzorokat hívott meg. Az iskola fennmaradását és fejlődését alapítólevelek kiadásával biztosította, melyekben többek között az enyedi uradalmat a kollégiumnak adományozta.
1658-ban a törökök feldúlták Gyulafehérvárt, az iskolaépület elpusztult, a diákok egy része Kolozsvárra menekült, ahol a lehetőségekhez képest folytatódott tanításuk. 1662-ben Apafi Mihály Nagyenyedre, a kollégiumi birtok központjába helyeztette át az intézményt, a tanároknak kiváltságokat adott, és a nemesi jogaikat féltő nagyenyedi polgárokkal szemben is fellépett. A Collegium működését szigorú rendeletekben szabályozták, melyeknek köszönhetően az a viszontagságok között is fennmaradt. A gyors ütemű fejlődést a Rákóczi-szabadságharc eseményei törték meg; 1704-ben a császáriak megtorlás végett lerombolták Nagyenyedet és vele együtt a már európai hírű kollégiumot. Az újjáépítésre nem volt pénz, és mivel az osztrákok megtagadták a segítséget, Pápai Páriz Ferenc rektorprofesszor és Teleki Sándor gondnok az angol protestánsokhoz fordult, 1716-ban pedig I. György brit király engedélyezte a gyűjtést. Az „angol pénz” kamataiból felépült az Ókollégium épülete, és bár az osztrák hatalom folyamatosan zaklatta az intézményt, az magabiztosan fejlődött, diákjainak létszáma növekedett, 1775-ben pedig új épület („Bagolyvár”) és tanári lakások épültek.
A 19. század elejétől az iskola virágkorát élre, ekkor születtek a leglátványosabb és legértékesebb eredmények. A diákok létszáma 1816-ban meghaladta az ezret, a tanárok külföldi akadémiákon képeztették magukat, a kedvező anyagi helyzetnek köszönhetően az oktatás ingyenes volt és mindenkinek megfelelő körülményeket tudtak biztosítani. Papírmalmot és nyomdát létesítettek, 1826-ban pedig nekifogtak egy négy szárnyúnak tervezett háromszintes épület felhúzásába, melynek déli szárnyával 1836-ra el is készültek. A tanításhoz a legmodernebb műszaki eszközöket szerezték be, nagyméretű könyvtára és múzeumi gyűjteménye rengeteg értékes példányt tartalmazott.
A szabadságharc alatt a vezetőségnek nem volt lehetősége sokat tenni a tulajdonok megmentése érdekében, csak az alapítóleveleket és a legfontosabb okmányokat ásták el némi készpénzzel együtt az egyik pincében. Bár a termeket lezárták és őriztették, a múzeum, archívum, könyvtár ajtajait rendszeresen feltörték, és a gyűjtemények értékesebb darabjai már 1848 novembere-decembere folyamán eltűntek. Több szemtanú visszaemlékezése szerint az értékek legnagyobb részét nem a nemzetőrök vagy a román népfelkelők, hanem a környékbeli szászok hordták el. Az éremgyűjteménynek rövid időn belül nyoma veszett, az ásványok és kitömött madarak nagy része eltűnt vagy elpusztult, a laboratóriumi eszközök legtöbbje pedig állítólag gondosan felpakolva indult a szász föld felé. A kollégium gazdasági épületeit kifosztották és felégették, az üresen maradt tanári lakásokba muzsnaházi románokat költöztettek be, akik eltüzelték a bútorokat, kerítéseket, kerti gyümölcsfákat.

### Az 1848-as események Enyeden
Az 1848–49-es forradalom és szabadságharc kitörésének híre 1848. március 19-én ért el Nagyenyedre, a Biasini-féle gyorskocsi utasainak jóvoltából. Hamarosan a diákok az egész városban elterjesztették a hírt, az enyediek szalagokat vásároltak és kokárdákat készítettek, a vártemplomban pedig népgyűlést tartottak, ahol hazafias dalokat énekeltek és verseket szavaltak. A március 30-i közgyűlésen kimondták Erdély egyesülését a Magyar Királysággal és új főispánt neveztek ki. A férfiak nagy része (beleértve a kollégium tanárait és diákjait) honvédnek vagy nemzetőrnek állt be, így a városban csak az öregek, nők és gyermekek maradtak. A lakosok hazafias áldozatkészséggel adakoztak a nemzeti ügynek; Nagyenyedről és Alsó-Fehér vármegyéből 17 323 forint, 1 mázsa 48 font ezüst és sok ékszer, ló, élelmiszer gyűlt össze. A magyar kormány számára világos volt, hogy a közművelődési szempontból igen fontos várost nem szabad védelem nélkül hagyni, ezért tavasszal-nyáron nemzetőrök állomásoztak itt. Nagyenyeden tartották a vármegye gyűléseit; ideiglenes, 170 tagból álló megyei bizottmányt állítottak fel, melyben a románok is képviselve voltak. Egyes korabeli források állításaival ellentétben Enyeden nem voltak kínzások, ítéletek, és nem indultak innen megtorló expedíciók.
1848 szeptemberében (különösen a pákozdi csata után) világossá kezdett válni a bécsi kormány számára, hogy a szabadságharc leverése nem lesz könnyű, ezért a románok és szerbek uszításával próbálta többfrontos háborúba kényszeríteni a magyarokat. A császár engedélyt adott az erdélyi románoknak a fegyverkezésre, Andrei Șaguna püspök, a Román Nemzeti Komité elnöke pedig október 19-én fegyverbe szólította a román nemzetet, hogy háborúba induljanak az „istentelen pogányok”, vagyis a magyarok ellen. A második nemzetgyűlésükön a románok felállították egy nemzeti közigazgatás tervét, Erdélyt 15 kerületre („légióra”) osztva fel, amelyek élére római mintára „prefektek”, „tribunok”, „centuriók”, „dekuriók” kerültek. A fegyverkezés aggodalommal töltötte el a vármegye lakosságát, és október elejétől-közepétől a vidékiek tömegesen menekültek Nagyenyed biztonságába, miközben a román rajtaütések mind gyakoribbak lettek. A város egy ostromlott hely kinézetét kezdte magára ölteni, élelmezési bizottságot állítottak fel, a katonaviselt emberek pedig megpróbálták megszervezni a védelmet.
Erdély jelentős része hamarosan a császáriak és a román felkelők kezére került, és az utóbbiak október közepétől kezdve számos magyar települést feldúltak és kifosztottak, civilek ezreit ölve meg (Kisenyed, Zalatna, Boroskrakkó stb). Idővel mind több volt az aggasztó hír és a baljós fejlemény, éjszakánként a felgyújtott falvak és birtokok lángjai vörösre festették az eget, a román népfelkelők lármája és dobolása minden irányból hallatszott, és többen előrevetítették a járt országút mentén, „román havasok aljában” fekvő Nagyenyed szomorú jövőjét. Október 20-án Simion Prodan Probu ortodox pap, a muzsnaházi román tábor parancsnoka felszólította a várost, hogy adja meg magát; ekkor a közelben tartózkodó két század császári katona, 50 székely huszár és mintegy 400 nemzetőr a város védelmére sietett és szétszórták a muzsnaházi tábort, azonban utána Gyulafehérvárra távoztak. Október 22-én Kolozsvárról közel 500 huszár és honvéd indult az Erdélyi-hegyalja veszélyben levő magyarságának megsegítésére, és többezres román táborokat szórtak szét Marosnagylak és Csombord mellett, elűzve Nagyenyed közeléből a fenyegetést. November 8-áig állomásoztak a városban, azonban ekkor Kolozsvár védelmére rendelték őket. A honvédek kivonulása után a nagyenyedi vártemplom tornyára a helyiek felhúzták a Habsburg-zászlót, jelezve a császár iránti hűségüket.

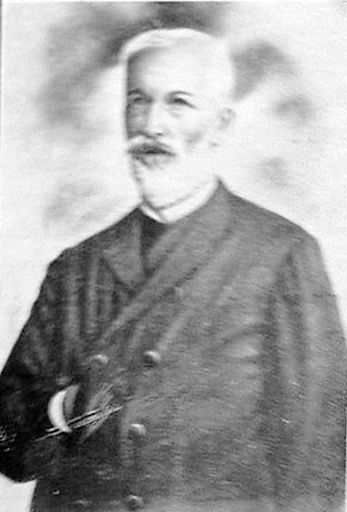
Axente Sever, akinek Puchner feltehetőleg parancsba adta a város megsemmisítését

Mivel Nagyenyed védelem nélkül maradt, közelében pedig románokból, szászokból és császári katonákból álló ellenséges tábor kezdett gyülekezni, számos menekülő csatlakozott a november 8-a délutánján kivonuló magyar seregekhez, közöttük a főispán és több tanácsos. Sokan azonban a városban maradtak, úgy vélve, hogy az ellenségnek nincs oka megtorlásra a polgárokkal szemben. Viskóczi Henrik (egyes forrásokban Viskóczy, Wiszkóczy) római katolikus pap és minorita házfőnök a tövisi táborba ment, hogy védelmet kérjen Avram Iancu prefektustól a város számára. Iancuék november 10-én vonultak át Nagyenyed mellett, azonban nem került sor gyilkosságokra és fosztogatásra; ehelyett a román falvak közé fogott székely Felvinc felé fordultak, és november 11–14 között teljesen elpusztították azt, lakóit lemészárolva.
Novemberben és decemberben Nagyenyed helyőrségét császári katonák képezték, akik lefegyverezték a lakosságot, miközben általános rablás vette kezdetét; a pincéket, kereskedéseket, és a Bethlen-kollégiumot kifosztották. Szilágyi Farkas visszaemlékezései szerint a helyőrség szász tagjai „gorombáskodás, kis lelkü gunyolódás, gyáva henczegés és rablás tekintetében az oláh felkelőknél egy hajszállal sem volt[ak] különb[ek]”. Az osztrákok, szászok, románok folyamatosan mentek-jöttek a városon keresztül, több csapat pedig napokig, hetekig tanyázott itt. Simion Prodan prefektus az októberi harcokban leégett Muzsnaháza „piszkos, félig vad népét” szállásolta el Enyeden, a kollégium épületeit és professzori lakásait utalva ki nekik. Időközben a menekültek, hallván hogy katonaság őrzi a várost, december közepéig nagyrészt hazatértek és megpróbálták újra lakhatóvá tenni házaikat; a polgári élet is kezdett fellendülni. Azonban a légkör továbbra is baljóslatú volt, és december 11-én a főispán aggasztó levelet küldött a főkormányszékhez, melyben leírta, hogy a polgárságot mindenéből kifosztották, a földesurak elmentek, gabona nem érkezik a piacokra, és a meglévő terményeket az átvonuló többezres hadseregek rekvirálják.
A kis létszámú véderő december végéig Nagyenyeden állomásozott, de újév után a környező falvakba távoztak, vagy pedig máshova szólították őket. A hónap utolsó napjaiban Wardener tábornok osztrák csapatai érkeztek a városba, de újév körül ők is továbbálltak, magukkal hurcolva Szebenbe tizenkilenc enyedi tekintélyes polgárt és tisztségviselőt (listájukon mintegy 30–40 elfogandó szerepelt, de csak 19-et tudtak „felhajtani”) Wardener Simion Prodan prefektust, „légióparancsnokot” nevezte ki Nagyenyed parancsnokává, és kijelentette, hogy megöleti az elfogott tizenkilenc embert, ha a tordai nemzetőrök nem hagynak fel a román szabadcsapatok zaklatásával. Prodan néhány száz emberével megszállta a várost.
1849 januárjának első napjaiban mind kézzelfoghatóbb lett a fenyegetés; román falusiak figyelmeztették magyar ismerőseiket, hogy meneküljenek, mert parancsuk van, hogy elpusztítsák Nagyenyedet. Később kiszivárgott a hír forrása is, egy osztrák levél, mely január 2-án jutott el a balázsfalvi népfelkelőkhöz, és melyben Anton von Puchner állítólag meghagyta Ioan Axente Sever prefektusnak a város katonai szempontból való megsemmisítését, hogy a Kolozsvárt felszabadító magyar haderő ne tudja bázisként használni Gyulafehérvár ostromához. Nem világos, hogy a parancsnokság utasítást adott-e Nagyenyed elpusztítására, vagy csak engedélyezte azt; minden esetre a katonai támadás nem értelmezhető kíméletlen mészárlásra való buzdításként. A tanács tagjai felkeresték Prodant, de ő továbbra is kezeskedett afelől, hogy a városnak nem esik bántódása (feltehető, hogy jóhiszeműen mondta ezt, mivel nem vett részt a január 2-i balázsfalvi megbeszélésen, így nem tudta, hogy milyen sorsot szántak Nagyenyednek). Január 5-én egy magyar delegáció Tordára indult segítséget kérni (ekkor Prodan már nem akadályozta az emberek mozgását és menekülését), de ott Czetz János alezredes és Beöthy Ödön kormánybiztos kijelentették, hogy nincs olyasmire lehetőség. A visszatérő delegáció ekkor fegyvereket próbált csempészni Nagyenyedre, de Axente Sever csapatai rajtukütöttek és kifosztották őket. A környéken, a Maros partjai mentén Axente 10–15 ezres tábora gyülekezett; valószínűleg azért vonták össze a román felkelőket a környékre, hogy Czetz előrenyomulását megakadályozzák. A januári napok feszültségben és kétségbeesésben teltek, miközben a rövid idő múlva bekövetkező pusztulást már szinte bizonyosra vették. Az emberek éjszakákon keresztül egymást váltva virrasztottak, értékeiket pincékben ásták el; aki tehette, az menekült.

## A vérengzés
Az események leírása nagyrészt magyar túlélők beszámolóiból származik, melyeket Szilágyi Farkas gyűjtött össze 1891-ben kiadott korrajzában. Ezek hitelessége másodlagos források által nem feltétlenül igazolt.

### A megelőző órák
Január 8-án, hétfőn délután (a románok által használt julián naptár szerint december 26-án) Csombord felől, Axente Sever táborából mintegy 35 „rossz lelket áruló kinézésű oláhok” érkeztek Nagyenyedre, és előparancsolták a városi elöljáróságot, szállást követelve 12 000 embernek. Más forrás 6000-re teszi a beszállásolandó emberek számát. A polgárok, akik az utolsó percig reménykedtek abban, hogy Tordáról felszabadító seregek érkeznek, úgy döntöttek, hogy elmenekülnek; azonban Viskóczi Henrik minorita házfőnök szónoklatot idézett a sokasághoz, és maradásra bírta legtöbbjüket. „Ne hagyják ide városukat, gyermekeiket, hajlékaikat; ne hagyjanak ide engemet, ki a városból nem fogok mozdulni. A jó Isten nem hagy el minket. Mi a császár hívei vagyunk. Kik a forradalmat csinálták, azok innen távoztak […], mi békés polgárok vagyunk, minket nem fog bántani senki.”
Sötétedéskor az a hír kezdett terjedni, hogy a várost éjszaka a románok fel fogják gyújtani, ezért Hank József polgármester és a tanácsosok Simion Prodanhoz siettek, aki korábban papi esküjével szavatolta a nagyenyediek biztonságát. Prodan értekezett Axente Severrel, és az utóbbi levélben adta tudtára a polgármesternek, hogy a bevonulástól elállnak és megkegyelmeznek a városnak. Prodan – aki a szebeni hadparancsnokság intézkedése folytán a Maros jobb partjának, így Enyednek is térparancsnoka volt – a városban maradt, és egy szemtanú szerint „a katolikus főpapot – mint Júdás Krisztust – megcsókolta, s a lelki üdvére esküdözött, hogy senkinek se lesz bántódása a magyarok közül”. A Csombord felé vezető Szentkirály utcát lőfegyverekkel ellátott csapattal őriztette, és felenyedi táborából további fegyvereseket rendelt be. A polgárok bízva az ígéretekben, álomra hajtották fejüket; bizalmuk nem volt alaptalan, mivel a város hűséget esküdött a császáriaknak, és senki nem vett részt erőszakos cselekedetekben. Azonban elővigyázatosságból több száz ember a minorita rendházba, a vártemplomba, a kollégiumba, a tímár céh épületébe vonult, többen pedig a közeli erdőkbe, szőlőhegyekre menekültek. Furcsa módon a vártemplomba csak kevesen mentek, pedig azt kiválóan lehetett védeni, és ott valószínűleg kitarthattak volna a felszabadító sereg érkezéséig.
Este 8 óra körül Axente táborának egy része próbált behatolni, azonban Prodan őrcsapata kisebb csetepaté után visszaűzte őket. Axente Sever ekkor parancsot adott felkelőinek, hogy gyülekezzenek Csombordon és Enyedszentkirályon, és a Maros jegén feleskette csapatait, hogy Nagyenyedre minden áron be fognak menni, majd a nekivadult embertömeg megindult. A források szerint az „első hullám” 8-9 ezer embere este 10 óra körül érkezett a város keleti határába; Kacziány Géza leírása szerint „nagy sötét tömeg volt ez, mely eddigi szokásai ellenére csöndesen, de félelmesen haladt előre”.

### Január 8: a vérengzés kezdete
A város határánál, a Szentkirály utca végén a támadó sereg két részre vált; a tábor egy kisebb része a Szentkirály utcán (ma str. Ion Creangă) ment tovább, a túlnyomó rész pedig jobbra, északi irányba tért (a jelenlegi vasútállomás felé) és az Alsó malom környékén özönlött a városba. Az úgynevezett Alszegen (a város keleti részén) megkezdődött a gyújtogatás; az első házat a Középső malom környékén (ma a Băilor és Morii utcák kereszteződése) gyújtották fel, majd tüzek lobbantak a Szentkirály és a Magyar (ma str. Transilvaniei) utcákban, és „kezdetét vette oly rombolás, vérengzés, melyhez hasonló, a tatárdulások ideje óta hazánkban nem fordult elő”. A házak kapuit és ablakait betörték, lövöldöztek; az ordítozó csőcselék illetve a megtámadottak sikolyai pokoli lármát csaptak (egyes beszámolók szerint a 20 kilométerre fekvő Mihálcfalván is hallatszott). A támadás főereje a Magyar utcára vetette magát, mely egész szélességében megtelt lövöldöző és menekülni próbáló emberekkel.
A zajból a minorita kolostorépületben meghúzódó emberek rájöttek, hogy a támadás megkezdődött, és félreverték a templom harangjait. Szilágyi Farkas beszámolója szerint az utcára kifutó emberek közül sokat a románok azonnal lelőttek, leszúrtak, vagy agyonvertek, másokat pedig levetkőztettek és úgy hagyták tovább futni őket a mínusz húsz fokos hidegben. Viskóczi Henrik Prodanhoz ment, aki társaival mulatott egy vendéglőben, és kérdőre vonta őt a támadás miatt. Prodan kardot kötött és káromkodva elment, megígérve, hogy tesz a város megmentése érdekében, azonban semmi nem történt. Hogy Prodan csapata miért nem szegült ellen a támadóknak, arra több elmélet van; Kacziány szerint Prodan csak színlelte az ellenállást, utána csatlakozott a fosztogatókhoz, Szilágyi szerint Prodannak nem volt tekintélye, emberei nem engedelmeskedtek neki, továbbá nem volt valószínű, hogy a fegyelmezetlen had harcba bocsátkozott volna nemzettársaival. A 100-150 fős véderő amúgy sem tudott volna ellenállni a tízezres seregnek, és szemtanúk menekülni látták Prodant.
Viskóczi a Magyar utca felé indult, hogy lássa, tehet-e valamit és jobb belátásra bírhatja-e a csőcseléket, de meglőtték, majd a magatehetetlen embert kifosztották, ujjait is levágva a papi gyűrűk miatt. Hamarosan magához tért és megpróbált hazajutni, de a románok ütésekkel, lándzsadöfésekkel újból leterítették. Eközben paptársai keresésére indultak, és sikerült megtalálják és visszamenekítsék őt a rendházba. Maga Viskóczi a következőképpen számol be megpróbáltatásairól: „A rablást, gyújtást és gyilkolást könnyen meg nem fogható hallatlan kegyetlenséggel jan. 8-án úgy éjjeli 11 óra felé kezdette el. Én elejökbe mentem őket megkérendő s nagy iszonyodással láttam, midőn az egész várost minden oldalról vízözönleg meglepvén, minden háznál, az egyik csoport a házakba ablakokon belőtt, a másik csoport azonnal a házat gyújtotta, a harmadik csoport betörvén a kapukat, ajtókat, házba rohant be kegyetlenül ölvén a benttaláltakat, levetköztetvén meztelenségre csikorgó hidegben, nagyot, kicsinyet, öreget, fiatalt, nemi különbség nélkül. Borzasztó ütések és verések között csak pénzt és pénzt követeltek. Ezek, tanuk cáfolhatatlan vallomása és mindnyájuk tiszta tudomása szerint Axente és Prodan vezérek parancsolatából történtek. Magam valék az első áldozata a gyilkosoknak, kik is fejemen öt halálos sebet ejtvén, két ujjamat elvágva és két szuronyszúrással az oldalamat majd halálosan kilyukasztva, félholtan a földre hirtelen leterítettek és minden ruhától levetkőztetve, hét lövéssel idvezlettek”.
Időközben a rablók elérték a Főteret, amelynek ekkor még csak a keleti sorát dúlták fel; nagy lármával feltörték az üzleteket és elhordták az árukat, vagy pedig a tér kövezetére szórták és elpusztították azokat, majd egy részük dél felé indult a Tövis utcán (ma str. Tudor Vladimirescu). Egy szemtanú erről így számol be: „egy olyan kép, melytől még ma is iszonyodom, valahányszor rá gondolok. Száz meg száz ember jött egy tömegben lövöldözve, némelyek kezében égő gyertya és fáklya, s orditva oláh s magyar nyelven »pénzt adjatok, ha kedves az életetek«. Egyidejüleg verték be az ablakokat, törték be a kapukat.” Ezen az éjszakán dúlták fel továbbá a vármegyeházát, különös gondot fordítva a levéltár teljes elpusztítására, és a Kemény–Zeyk-udvarházat, a város jelentős társasági központját.

### Január 9: általános dúlás és fosztogatás

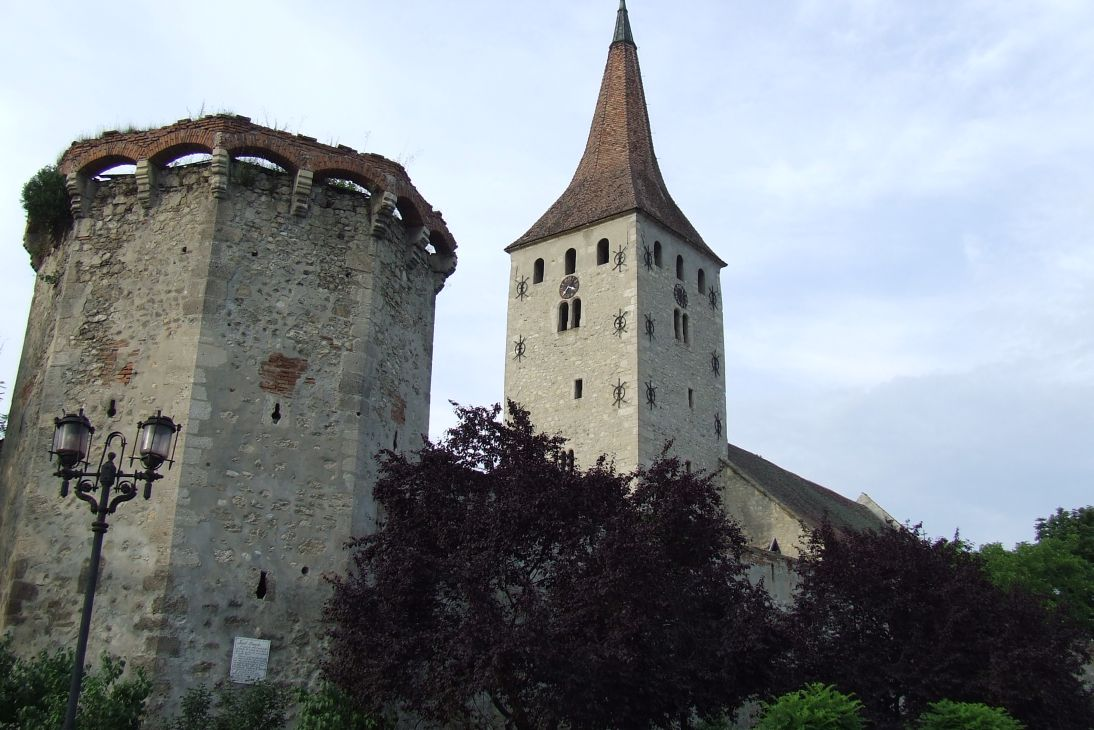
A nagyenyedi vártemplom

A vérengzés első éjszakáján a gyújtogatás még nem vált általánossá (a támadók először a lakások, istállók kifosztásával foglalkoztak, mielőtt pusztítani kezdtek volna), és a gyilkolás sem öltött nagy mértéket (a gyermekeket, nőket ekkor még nem bántották); ha január 9-én felszabadító sereg érkezett volna, a városnak nagy részét és legtöbb lakóját még meg lehetett volna menteni. Azonban a közeli Obrázsán és Gyulafehérváron állomásozó császári csapatok, bár tudták, hogy mi történik Nagyenyeden, nem küldtek katonaságot a civilek megsegítésére. Bár Tordán is tudomást szereztek az enyedi eseményekről, nem küldtek felszabadítókat, mert az ellenséges tábort túl nagynak találták, továbbá a honvédeknek parancsuk volt Bem József tábornoktól, hogy a várost ne hagyják el.
Egy felkelő csapatnak sikerült behatolnia a vártemplomba (ahol körülbelül 50-60 ember húzódott meg), mivel állítólag egy román szolgáló ellopta a kapukulcsot és kinyitotta a kapukat nemzettestvéreinek, és öldöklésbe meg fosztogatásba kezdtek. Az evangélikus pap teljes papi díszben járult a támadók elé, akik meg is hátráltak erkölcsi tartásától, azonban nem tudta megakadályozni a fosztogatást; a románok az egész nap folyamán raboltak és zaklatták a várban menedéket kereső embereket. A református és evangélikus templomokat feldúlták, az orgonát, úrasztalát, padokat, ablakokat összetörték, az értékeket és liturgikus eszközöket szétosztották maguk között, a református levéltárat teljesen megsemmisítették, majd a tribunok lovaik nyergében mentek keresztül a két templom belsején. A vár bástyáit és melléképületeit kifosztották, a torony óráját összetörték; amit nem tudtak elvinni, azt elpusztították vagy felgyújtották.
A nap folyamán Prodan felenyedi csapatai is megérkeztek a városba egy Birlea nevű pap vezetése alatt, és Abrudbánya és az Orbók vidékéről is jöttek fosztogató román csapatok (további közel 12 000 fő). Ekkor kezdődött a pusztítás és gyújtogatás a város akkor még ép nyugati felében. A környéki falusiak is Nagyenyedre indultak rabolni (többségükben románok, de voltak közöttük magyar parasztok és szászok is), és nők is vegyültek a támadók közé. A rablás közben nem hagytak alább a gyilkolással és kegyetlenséggel sem: behatoltak a boltokba és a házakba és kifosztásuk után agyonverték vagy agyonszurkálták az embereket. Egyeseket levetkőztettek és futni hagytak a téli hidegben, másokat pedig halálra sebzetten napokig hagytak szenvedni. Több tucat nő és gyermek szívinfarktusban halt meg, mikor a románok rájuk törtek. Általános rablás vette kezdetét: „bontották a falakat, ástak pinczékben, istállókban, kertekben. Felszaggatták a lakások, bástyák, templomok alpadlózatait. A csupasz testig kutatták a megrohantakat. Pénzért, arany s ezüst nemükért kegyelmet, oltalmat, biztonságba helyezést igértek. […] Az arany- és ezüstféle ingóságok után következtek a házi állatok […] ezek után a vasfélék, gazdasági eszközök, gabona, zsiradék, ruhanemüek, borok […] Az üres fogatok százával jöttek és megrakodva tértek vissza.” A rablott holmi elszállításából a szászok is kivették a részüket.
A minorita kolostorban történtek Szilágyi Farkas szerint a katasztrófa legmegrázóbb részletei. Itt három-négyszáz ember húzta meg magát, közöttük voltak az Enyedre menekült birtokosok, a kereskedő és iparos családok. A támadók először féltek ide behatolni, de egy Repede nevű felgyógyi román pap betörette a hátsó ajtót, a románok pedig lövöldözni kezdtek az összezsúfolódott tömegre, majd általános rablás és gyilkolás vette kezdetét. Szemtanúk szerint az embereket vasdorongokkal vagy lándzsákkal ölték meg, de volt akit lelőttek, vagy fejszével fejeztek le. Akik a katolikus templomban voltak, azokat Nemes Ioan vezetésével a lóval oda belovagló tribunok kikergették az utcára, ahol egy másik csapat dorongokkal agyonverte vagy fejszével lefejezte őket. Egyed Ákos becslése szerint ezen az estén 18-20 ezer martalóc tombolt a városban.
A felkelőknek valószínűleg parancsba volt adva, hogy az enyedi szászokat ne bántsák, és január 9-én a szász lakosság nagy része szabadon, szekereken hagyta el a várost, Tövis felé tartva (velük néhány magyar is megmenekült).
A történelmi igazsághoz hozzátartozik, hogy magyar parasztok, úgynevezett „oláhvezetők” is segítették a támadókat és hozzájárultak a mészárláshoz és rabláshoz; Domonkos szerint a kegyetlenségekben kitűnő Nemes Ioan tribun is magyar származású volt. Másrészt számos becsületes, emberséges enyedi román vagy a táborokhoz tartozó tribun segített elrejtőzni vagy elmenekülni a magyaroknak, vagy visszatartották nemzettársaikat a gyilkolástól (a visszaemlékezésekben fennmaradt Ioan Maier tompaházi görögkatolikus és Anton Popp felgyógyi ortodox papok, Răduț és Man kereskedők, Sas birtokos, Hirceaga és Popa zsellérek, Jimbu molnár, Maria molnárné neve, de több más román lakos és felkelő is segített magyarokon). Több román lakásban „20-60-an voltak menekülő magyarok, és […] a kiraboltatáson kivül lényegesebb bántódásuk csak ritka esetben történt […] menekültjeit mindenik rejtegette, védelmezte, a ruhátlannak csupasz testére ruhát adott s élelmezésükről gondoskodott. Főleg az oláhnék viselték magukat emberiesen.” Az Axente seregéhez tartozó, több ezer főt számláló magyarlapádi szárny visszautasította a mészárlásban való részvételt és a táborban maradt.

### A menekülés

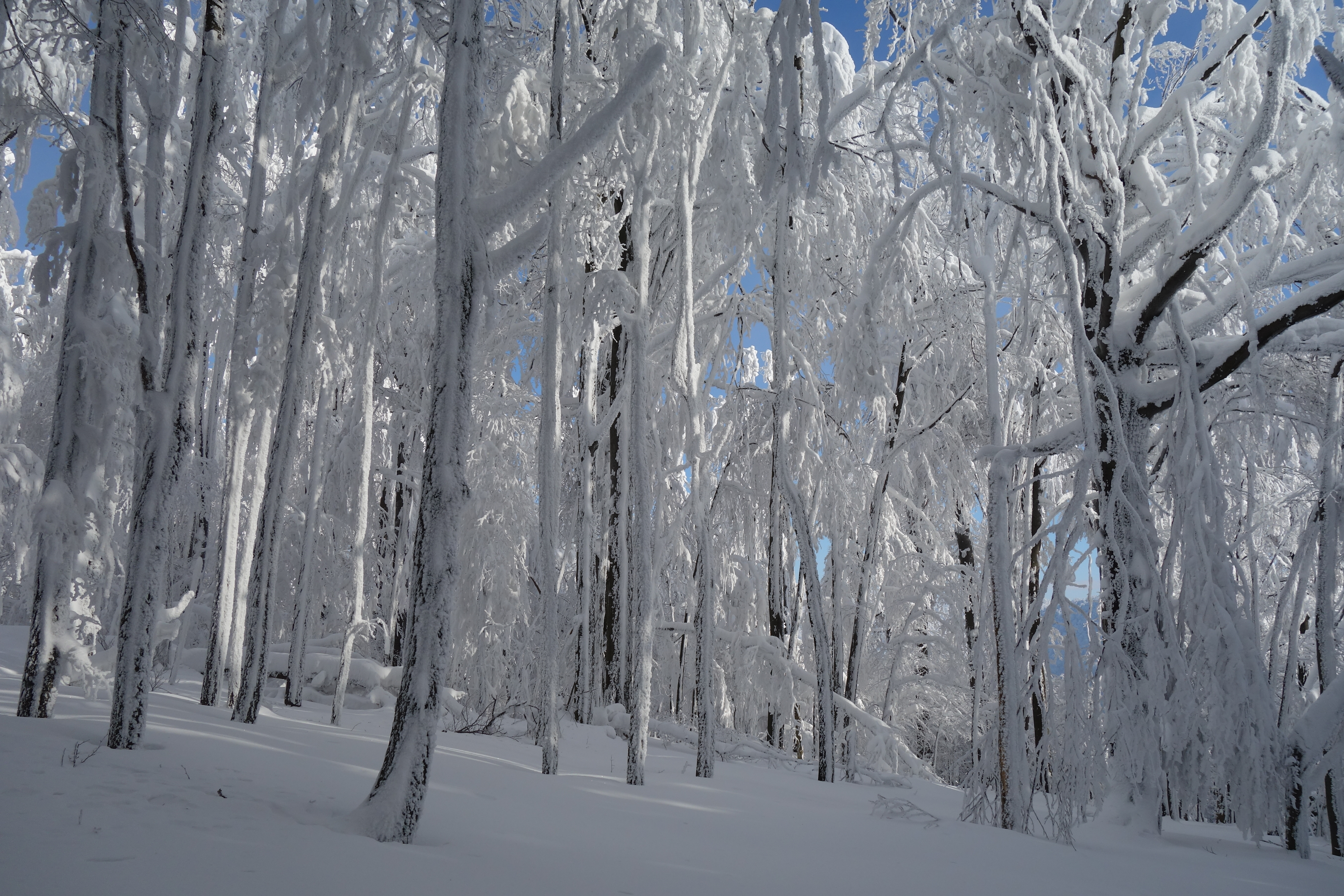
Téli erdő

A magyarok már a dúlás első órájában menekülni kezdtek a környező szőlőkbe és erdőkbe: a Kápolna-dombon keresztül a Bükkös erdejébe, kevesebben pedig a Farkaspatakba és a muzsinai erdőkbe, méteres, keményre fagyott hóban. A románok nem indítottak hajtóvadászatot; valószínűleg féltek a nagyobb csoportok elszántságától, bár megpróbáltak magyar szóval előcsalogatni egyeseket. Több magyar családnak embereséges román városiak és tribunok segítettek elmenekülni. Más magyarlakta településekkel ellenben a felkelők meglepetésszerűen rohanták le Nagyenyedet, így számos lakosnak még arra sem volt ideje, hogy felöltözzön, vagy magához vegye legfontosabb ingóságait. Összesen 2000–2500 ember menekült az erdőkbe, közülük mintegy ezer meghalt, a túlélők nagy része pedig a fagyások miatt szerzett maradandó sérüléseket (a kolozsvári Karolina Kórház teljesen megtelt fagyás vagy egyéb okból sérült enyediekkel). A hőmérséklet ezeken az éjszakákon mínusz 22-24 fok volt, egy megfigyelés szerint a január 9-ére virradó reggelen a mínusz 30-at is elérte.
A városhoz legközelebb eső, részben magyarok lakta Felenyed, Miriszló, Marosdécse már az első éjszaka megtelt menekülőkkel. Némelyek a román Csombord, Tövis, Enyedszentkirály felé indultak, de ezeknél a falvaknál román táborok gyülekeztek, akik sokukat legyilkolták, bár Tövisen (ahol császáriak is állomásoztak) többen szállást kaptak. Legtöbben Aranyosszék magyar falvaiba és Tordára próbáltak eljutni. Aranyosszék székhelyét, Felvincet ekkorra már elpusztították a román felkelők, és a romok olyan szörnyű látványt nyújtottak, hogy a menekülők irtóztak átmenni rajta, ezért a tordai országutat is elkerülték és északi irányban dombokon, erdőkön vágtak keresztül, csak Aranyosmohácsnál tértek vissza az útra. Egyes családok igen kalandos utakról számoltak be román falvakon és táborokon, ostromlott és égő településeken keresztül, tribunok által üldöztetve.
Tordára már január 9-én reggel megérkeztek az első menekültek, és megvitték a nagyenyedi események hírét a magyar tábornak. Egy tüzér a következőképp emlékezik vissza: „Torda piaczán mintegy 100-150 ember állott félig megfagyva, kétségbe esetten panaszkodva s elszállásolásért esdekelve. Némelyik valamennyire felvolt öltözködve, de egy résznek testén alig volt valami ruha féle. Akárhány meztelen lábbal állott a piacz hóborította kövezetén.” A menekülőket elszállásolták (helyükbe folytonosan újak jöttek), a huszárok pénzt gyűjtöttek segélyezésükre, a nap folyamán pedig kisebb csoportokban lovagoltak a Létom-tetőre, amerről az enyediek érkeztek, és lovaikan szállították őket Tordára. Németh László ekkor keletkezett sajtótudósításában (mely másnap, január 10-én jelent meg a Honvédben) sötét képet festett a város pusztulásáról, és felszólította a császári parancsnokokat és ezredeket, hogy fékezzék meg a románok dúlásait.
A menekültek könyörögtek Czetz János alezredesnek, hogy küldjön sereget Enyed megsegítésére, de ő azt válaszolta, hogy Bem parancsának értelmében a honvédek nem hagyhatják el a várost. Alkonyattájt azonban mégis intézkedett, hogy segítő csapat induljon Nagyenyedre Hegyesi főhadnagy vezetésével, de mikor a honvédek a Létom-tetőről meglátták a messzi tűzvészt, visszafordultak, mert az ellenséges tábor erejét túl nagynak találták (ekkor körülbelül 20 000 román tartózkodott Enyeden).
A menekülés a következő napokban is folyt, az emberek éjjel-nappal özönlöttek Torda felé. A túlélők leírhatatlan szenvedésről, sanyarúságról számoltak be; a mínusz húsz fokos hidegben az emberek többségének nem volt rendes ruházata, csak rongyok fedték testüket és lábaikat. Számos ember megfagyott az iszonyú hidegben, testüket vadállatok falták fel; akik nem tudtak továbbmenni, azokat magukra hagyták (bár feljegyezték, hogy egyes nőket és gyermekeket férfiak vittek tovább a hátukon). Több csoportot román falusiak raboltak ki az országúton vagy az erdőben. Január 11-ére a Nagyenyed környéki falvak teljesen megteltek menekülőkkel. A falvakban általában nem történtek gyilkosságok, még a tiszta román településeken sem, bár sok embert megvertek és kiraboltak.

### Január 10: tetőpont, a város pusztulása

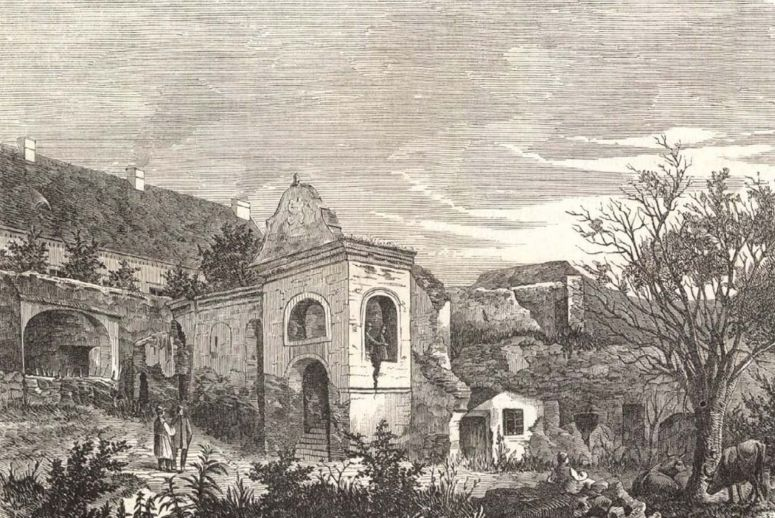
A kollégium a dúlás után

Reggel hír érkezett, hogy a románok lakta Hidast felégették az aranyosszéki nemzetőrök (a hidasiak január 7-én megtámadtak egy honvédcsapatot, Torockót fenyegették, és az enyedi menekülőkkel is kegyetlenkedtek, ezért január 9-e estéjén a honvédek megtorló akciót hajtottak végre). Az enyedi martalócok ekkor vérszemet kaptak, és fokozott hévvel folytatták a gyilkolást és a gyújtogatást, mely ezen a napon hágott tetőpontjára. Szilágyi szerint „a magyar ajku legyilkoltak száma megkétszereződött s az emésztő lángok is nagyobb mérvben hamvasztottak a város minden részében […] a még ott nyomorgó magyarokra nézve valóban az utolsó ítélet ütötte fel a maga sátorát.”
Mivel a Főtér épületei már égtek, és a tűz a minorita rendházat is fenyegette, az ott meghúzódó túlélőknek menekülniük kellett, és biztonságban eljutottak egy majorba (közöttük a súlyosan sebesült Viskóczi). A katolikus templomot időközben kifosztották, a szentképeket és az oltárt megrongálták, és még a kriptát is feltörték. Feljegyeztek egy anekdotikus mozzanatot is: midőn a támadók szétverték az orgonát, annak testéből előtűnt az ott elbújt, fekete reverendát viselő Vetró papnövendék. A románok megrémültek, hogy maga az eleven ördög az, és kereszteket hányva menekültek a templomból (később azonban visszatértek, folytatták a fosztogatást, majd felgyújtották a templomot és a kolostort, miközben további ötven embert öltek meg).
Január 10-ére tehető a Bethlen-kollégium végső pusztulása is, melynek dúlása már előző nap megkezdődött: a könyveket, iratokat megsemmisítették, az épületeket pedig felgyújtották, azonban nem találták meg a pincében elásott legfontosabb okmányokat és pénzt. Egy szemtanú szerint „a könyveket, irományokat az ablakokon kiméletlenül és nagy lárma között szórják le az utcza kövezetére, a piaczon levő lándzsás oláhok pedig azokat minden kigondolható módon rongálták. […] A piacznak a kollegium előtti része megtelt könyvekkel, irományokkal és a nagy csoportokban jövő-menő oláhok azokon keresztül kasul jártak. Később azt is láttuk, hogy az uj kollegium ablakain előbb nagy füst omlik ki, azután erős lángok csapkodtak jobbra-balra”. Az ókollégium leégett, de az új, 1836-ban átadott új épület állva maradt, bár minden termét összetörték és felgyújtották. Ezeken felül leégtek a melléképületek, a tanári lakások, és megsemmisült a püspöki levéltár, pótolhatatlan veszteséget okozva a magyar református egyháznak.
Közben folytatódtak a kegyetlenkedések; a támadók behatoltak a házakba (a román gazdákhoz is), ahol menekülők húzták meg magukat, elállták az ajtókat, majd lándzsával, karddal az emberekre rohantak, vagy pedig magyar szóval kicsalogatták, azután lelőtték őket (Szilágyi Farkas számos tragikus és embertelen sorsot ír le, és áldozatok nevinek tucatjait sorolja fel). A házakat, padlásokat, pincéket, a város vidékét tűvé tették a magyarok után, ekkor már nem kímélve a nőket és a gyermekeket sem, az épületeket pedig felgyújtották. A túlélő szemtanúk szerint „csaknem minden épület ajtain és ablakain füst és láng omlott ki […] füst és láng emelkedett a város területén minden felé. Az utczák tele voltak félig összetörött butordarabokkal, égő törmelékekkel. Hajtásnyi távolban egymástól egy, két, néhol öt, tíz halott vagy iszonyuan eltorzult haldokló feküdt.” A felkelők gyújtogattak, osztották a zsákmányt maguk között, gúnyolódva kínozták halálra az elfogott túlélőket; rettenetes volt az ordítozás, lárma, puskaropogás, dobpergés; a tribunok lóhátról parancsoltak, „foglalkozásra serkentve” azokat, akik nem vették ki részüket a rombolásból. Sokan ezen a napon menekültek el a városból; Nagyenyeden csak az a magyar ember maradt életben, aki román ruhába öltözött, vagy pedig román gazda bújtatta el őt.
A csapataival Obrázsán állomásozó Ludwig von Losenau, bár nem nyújtott segítséget, jelentette a történteket Puchner tábornoknak, ő pedig „céltalannak és rettenetesnek” minősítette a pusztítást. Kérte a főparancsnokságot, hogy tegyen intézkedéseket az iszonyatosságok megszüntetésére, és hasson a román nemzetre annak érdekében, „hogy nemzetüket a legkétesebb világításba helyező ezen veszedelemnek, a románok becsületére, szakítsa végét.” Puchner azt is tervezte, hogy jelenti a császárnak a román felkelők kegyetlenkedéseit, de végül ez nem történt meg, és folytatódtak az erdélyi magyar polgárság elleni atrocitások.
Estére Nagyenyed már nagyjából teljesen elpusztult, így a román táborok nagy része megkezdte a kivonulást Marosújvár felé, hogy később Torda ellen támadjanak.

### Január 11: rablás, az első felszabadítók

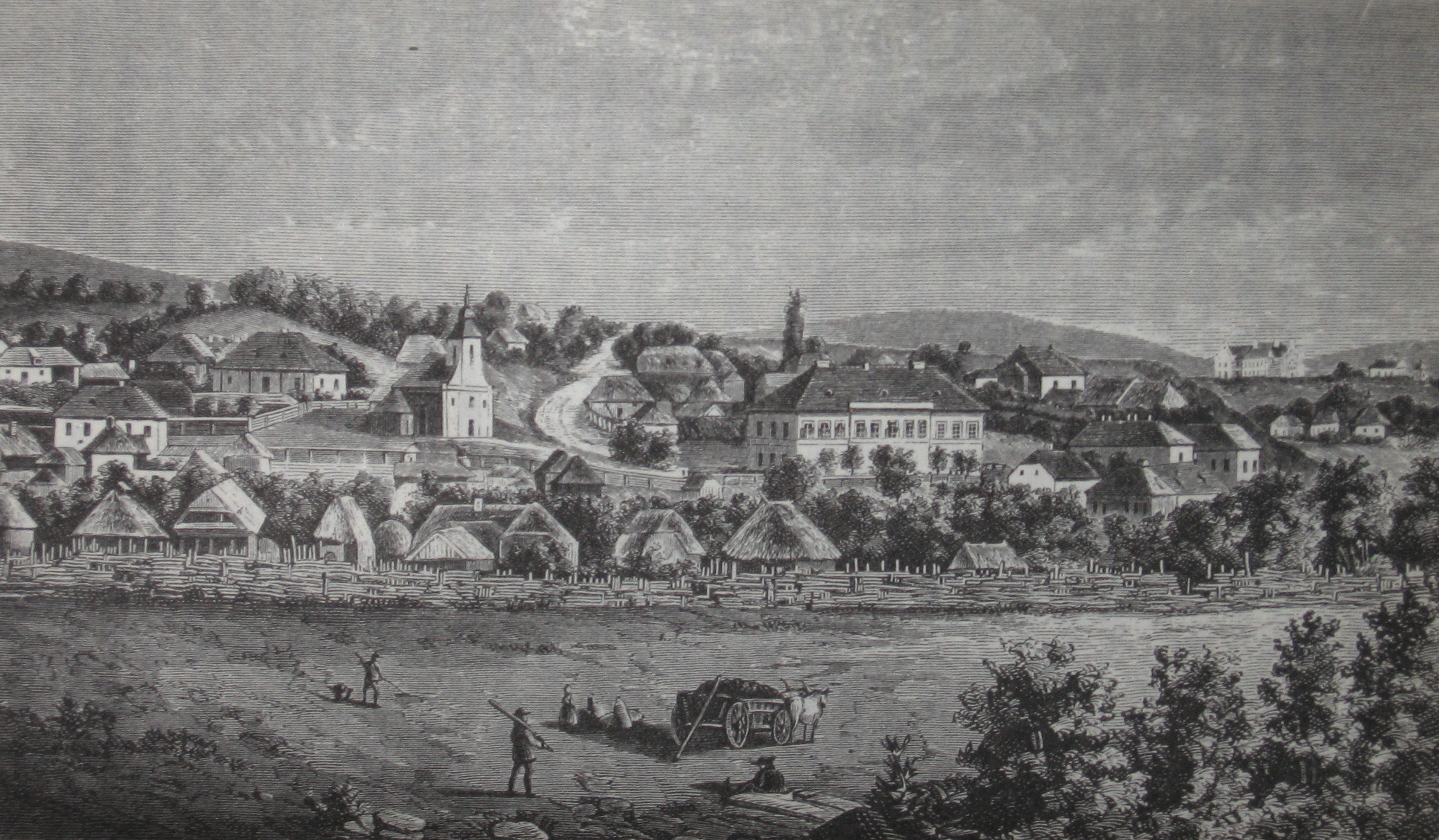
Felvinc az 1860-as években

Csütörtökön már csak a táborok kisebb része maradt a városban; raboltak, részegeskedtek, és keresték a rejtőzködő magyar túlélőket. Nyugatról újabb román csapatok érkeztek, hogy egyesüljenek Axente táborával, és a városon átvonulva csatlakoztak a fosztogatáshoz és a mulatozáshoz. Ezeken felül a környékről nagy számú csőcseléket (akik nem tartoztak a felkelőkhöz) is Enyedre csődített a rablás vágya.
A délelőtt folyamán Tordáról sereg indult Újlaki Gusztáv hadnagy vezetése alatt (körülbelül 120 honvéd és nemzetőr és 40 szekér) a közeli Felvincre, hogy megszemléljék az ott gyülekező román táborokat. Már az út elején több enyedi menekülttel találkoztak, akik „hajmeresztő kegyetlenségről, embertelen kínzásokról” számoltak be. Felvinc határába érve valóban nagy ellenséges tömegeket láttak a Maroson túli hegyek oldalaiban, azonban azok nem merték megtámadni a honvédeket, Újlaki pedig lelkesítő beszédet tartott, és úgy döntött, hogy egészen Nagyenyedig mennek, melynek pusztulásáról mind több riasztó hír érkezett. Marosdécse után számos ökrösszekérrel találkoztak, melyeken román parasztok és határőrök szállították a városból rabolt holmit; ezeket elvették és magukkal vitték Enyed felé, a rablók közül pedig sokat levágtak. A falvakban a honvédek azt terjesztették, hogy egy többezres sereg jön utánuk; ez elterjedt a román tribunok között, akik elhitték és nem merték megtámadni csapataikkal a magyarokat.
Mire Nagyenyed határába értek, már este lett, az apokaliptikus látványt pedig egy honvéd így írja le: „irtózat fogott el mindnyájunkat az égő város láttára. […] Különösen [a Magyar utca], amelyen bementünk, állott mindkét oldalon teljesen lángokban annyira, hogy némelykor a szél által is hajtva, fölöttünk összecsaptak a lángok. Alig birtuk a hőséget állani, alig birtunk lélekzetet venni. Azért is rohamos futásban igyekeztünk a piaczra jutni. Semmi ellenállásra nem találtunk. […] A piaczra érve a legborzasztóbb látvány tárult elénk. Ugyanis a templom körül körben lévő épületek egy tüztengert képeztek, mint valamely óriási lánggyürű. Mint ha minden épületet olajjal leöntve, külön-külön de egyszerre gyújtottak volna meg, olyan megszakadás nélküli lángtenger volt az, mely e perczben a ref. templomot körül övezte.” A Magyar utcán és a Főtéren kívül a városban már nem voltak tüzek, a kollégium is kiégve, kifosztva emelkedett a sötétben. A honvédek tíz-tizenöt fős csoportokra szakadtak és szétoszlottak a főbb utcák felé, hogy kiszorítsák a tivornyázó rablókat és felkutassák a magyar túlélőket. A román csapatok zöme már néhány órával azelőtt elmenekült, mivel hírét vették a honvédsereg érkezésének, az ottmaradottak pedig nem fejtettek ki komoly ellenállást és hamar szertefutottak vagy elestek.
A Főtéren néhány órán belül számos menekült gyülekezett, akik házakból vagy a környező erdőkből érkeztek, azonban sokan félelemből nem jöttek elő, vagy nem értesültek a honvédek bevonulásáról. Este 10 óra körül a csapat visszaindult Torda felé. A szekerekkel nem volt más lehetőségük, mint az országutat követni, és igen nagy aggodalomban voltak, ugyanis mindenki attól félt, hogy a Felvincnél gyülekező román tábor elállja az útjukat. Azonban a vidék kihaltnak tetszett, őrtüzeket sem láttak, és hajnal körül biztonságosan beértek Tordára. Az ezen a napon kimentett enyediek száma 300-ra tehető, további száz Miriszlónál csatlakozott a karavánhoz. Közöttük volt Zeyk Miklós és Viskóczi Henrik.

### A dúlást követő napok
A következő napokban több császári csapat is átvonult Nagyenyeden Csombord és Marosújvár felé tartva, hogy további csapatokkal egyesülve Torda ellen induljanak. A január 13-án átvonuló Losenau katonái még nem mutattak hajlandóságot a városiak megsegítésére, azonban január 14-én Schwarzenau ezredes csapata már emberségesebb volt, kiverték az éppen ott tartózkodó román fosztogatókat és tribunokat, számos rejtőzködő enyedit szedtek össze, a környező falvakból is lehozták a menekülteket, majd fuvart biztosítottak számukra Tövisre és Gyulafehérvárra.
Január 16-án Pereczy százados vezetésével egy magyar honvédcsapat indult Tordáról, akikhez nemzetőrök és enyedi polgárok is csatlakoztak (összesen mintegy négy-ötszázan voltak); velük volt Kemény István főispán, Wesselényi Ferenc, Paget János, Toldy Lajos, Szilvási Miklós, Zeyk Miklós is. Az Újlaki-féle expedícióhoz hasonlóan az országúton rengeteg szekérrel találkoztak, melyek a rablott portékát hordták; ezek kísérőit kíméletlenül levágták. Nagyenyed felé közeledve az országutat több kilométer hosszúságban összetört bútorok, hordók, berendezési tárgyak borították. A városban egy nagyméretű, felfegyverzett román tábort találtak, akik közül sokan menekülőre fogták a dolgot, de mások ellenállást fejtettek ki, és Tövisről is érkeztek felkelő csapatok. Pereczyék hősiesen harcoltak és végül megfutamították a románokat, akik pedig házakban bújtak el, azokat kifüstölték és megölték vagy foglyul ejtették. Estére már nem maradt ellenség a városban, így hozzáláttak a magyarok felkutatásához, mely egész éjszaka folyt, miközben a város körül felkelők cirkáltak. A mentőcsapatok a környéki erdőkbe menekülteket is sikerült összeszedjék, a túlélőket – mintegy 700 embert – pedig a laktanyában szállásolták el.
Kemény István főispán a következőképpen számolt be tapasztalatairól: „Alsófehér vármegyében nemes N.Enyed városa nincs többé, népét egy vad vidéki oláh csorda, az erdélyi katonai (császári) kormánytól kapott fegyverekkel, a várost előbb éjjel 40 helyt meggyújtván, a legirtózatosabb kínok közt leölte, a lakosság eme mészárlástól megszabadult része a rablók által köntös s általán lábbeliektől megfosztatván, 22 fokos hidegben, több mint 8 napon keresztül bujkált […] nincs toll mely az Enyeden elkövetett mészárlást, gyalázatosságukat, példátlan nyomort kellőleg festené. Végre 8 napok után katonai segedelmet nyervén, ennek fedezete alatt, több száz pinczék és körülfekvő erdőkben bujkáló szerencsétleneket megszabadítottam. A katolikus templom még akkor is égett […] Az utcán minden lépten holttestekre találtunk, melyek a kutyák és varjak által annyira egybevoltak marcangolva, hogy ritkán lehetett közülök megismerni. Bizonyos, hogy a mongolok ideje óta Erdélyben ily kegyetlenkedés nem követtetett el”.
A másnapi visszaút nem volt könnyű, mivel az elpusztult Felvinctől keletre eső hegyvonulatokat megszállták Axente Sever 15–20 ezer főt számláló csapatai, akik Marosújvárról tértek vissza, hogy az enyedi menekülőket és mentőcsapatot megöljék. A románok és a hozzájuk csatlakozott császári századok özönleni kezdtek a völgybe és az országútra, a menekülők között pedig pánik tört ki, több szekér felborult, az emberek a földre estek. A magyar honvédek és nemzetőrök hősiesen kitartottak, az ellenség sorai pedig egyszercsak megbomlottak, aztán rohanni kezdtek Székelykocsárd irányába (ez annak az igen szerencsés egybeesésnek volt köszönhető, hogy Axente ekkor kapta a hírt, mi szerint a Szeben felé vonuló Czetz csapatai feltűntek a harasztosi völgyben). A honvédek átnyomultak Felvincen, a sebesülteket szekerekre rakták, és alkonyatkor értek Tordára. Ezzel az enyedi mentés befejeződött; a városban nem maradt több magyar ember, sőt még az enyedi románok többsége is elhagyta az iszonyú helyet. A vészt túlélő lakosok szétszóródtak az országban, idegen hajlékokban húzták meg magukat.
Szintén 17-én kezdődött a halottak eltakarítása, mellyel a helyi románok foglalatoskodtak egy császári tiszt parancsára. Több százat a mészverembe helyeztek (a várfal mellett, a jelenlegi emlékmű közelében; itt égették a meszet a kollégium új épületének emelésekor), itt körülbelül 400 ember pihen, főként azok, akik a Főtéren, a Magyar és a Varcagás utcákban, és a Kápolnadombon vesztették életüket. A többi halottat az alszegi, patak menti telkeken földelték el (ezeket később kimosta és elvitte a patak) és az Ebhát sáncaiban. Január végén a gyulafehérvári vár parancsnoka küldöttséget bízott meg, hogy a vármegyében (közöttük Nagyenyeden, de emellett Ompolygyepűn, Boroskrakkón stb) legyilkolt, még temetetlen magyarokat földeljék el. Ekkor azonban nem helyeztek mindenkit nyugalomra; még március második hetében is találtak tetemeket a városban.
A közvéleményt megrázta a neves iskolaváros pusztulása. A Honvéd már január második felében így nyilatkozik: „Nagyenyed, e kis Athenaeje Erdélynek, a civilizáció s a polgári erények bölcsője – fájdalom – nincs többé. A történet Clio-ja szívrázóbb s hitet ingatóbb eseményt a magyar nemzet annáleseibe ritkán jegyzett fel […] Enyed meg van semmisítve, ki van a városok sorából törölve, nincs. A város, alig egypár ház kivéve, le vagyon égetve, és a szó teljes értelmében véve általán kiprédáltatva, mi a rablók előtt bármilyen csekély beccsel bírt. Jelenleg halálcsend uralkodik Enyednek utcáin, s egyedül az ártatlanul lemészárolt magyarságon elhízott ebek ugatása szakasztja félbe a borzasztó hallgatást.”
Az erdőkben, szomszédos falvakban meghúzódó túlélőket egészen január végéig keresték, februártól pedig Csány László parancsára magyar egységek járták a román falvakat, megpróbálván visszaszerezni a magyaroktól elrabolt javakat. Az enyedi menekültek számára már január 20-ától pénzsegélyt gyűjtöttek (támogatást ajánlottak fel a Kemények, a Wesselényiek, és Paget János is), Torda és Kolozsvár polgárai pedig élelmet, ruhát, szállást adtak nekik (a menekültek többsége Tordáról továbbment Kolozsvár felé, ugyanis Tordát már elözönlötték a többi környéki elpusztított magyar településről érkező emberek).

## Összegzés

### Áldozatok
1848 elején Nagyenyed lakosainak száma 5000 körül volt: 4200 magyar, 600 román, 200 szász. Szilágyi Farkas becslése szerint 1849 januárjában, a vérengzés kezdetekor 6–800 lakos volt távol (katonák és menekültek), azonban a közeli falvakból Enyedre húzódott a birtokos nemesség, mely körülbelül 300 főt tett ki. Vagyis a vérengzés kitörésekor 3900–4000 fegyvertelen ember volt a városban (a helyi és beszállásolt románokat nem számítva). Közülük 2000–2500 a környéki erdőkbe menekült.
Kacziány rövid összefoglalója szerint válogatott kegyetlenségekkel öltek meg legalább száz idős embert, „kik legnagyobb részét órákig tartó kinzással, botokkal vertek agyon”. A minorita kolostorban meghúzódó három-négyszáz emberre rátörették az ajtókat, a magyarokat pedig lelőtték vagy pedig vasdorongokkal agyonverték. A katolikus templomba menekült ötven-hatvan embert kihurcolták és agyonverték, az otthonuk biztonságába húzódókat (körülbelül 200 embert), a Kápolna-dombra és az udvarházakba menekülteket fejszével ölték meg. Jellemzőek voltak a csonkítások, élve megégetés, erőszak; Domokos Pál Péter szerint „undorító kegyetlenségek kegyetlenségével kiagyalt halálnemeket alkalmaztak”, Tamáska Péter pedig megjegyzi, hogy a magyarsággal „úgy bántak, ahogy egy teljesen fanatizált, szexualitástól átitatott bandától várható egy teljesen korszerűtlen háborúban”. A támadók a gyermekeknek sem kegyelmeztek: körülbelül 90 áldozat volt, kik közül csak 46-ot sikerült azonosítani temetésük előtt.
A városban megölt, túlnyomó többségében magyar enyediek számát a források 600-ra, 800-ra vagy 1000-re teszik, a menekülés közben meghaltak vagy legyilkoltak számát további 500 és 1200 közöttire. A menekültek közül számos ember maradandó sérüléseket szerzett vagy lebénult, sok gyermeket és fiatalt pedig románok fogadtak be, így elveszítették nyelvüket és identitásukat.
Az enyedi román áldozatok száma a helyi görögkatolikus pap becslése szerint 16 volt, a támadók közül pedig a város területén közel 200 felkelő vesztette életét. A szász halottak száma nem ismert. Bár a népfelkelőknek feltehetőleg parancsba volt adva, hogy a szászokat ne bántsák, és nagy részük szabadon elhagyhatta a várost, a vérengzés folyamán többüket megölték. Szemtanúk szerint a helyi cigányok közül is kerültek ki áldozatok.

### Károk

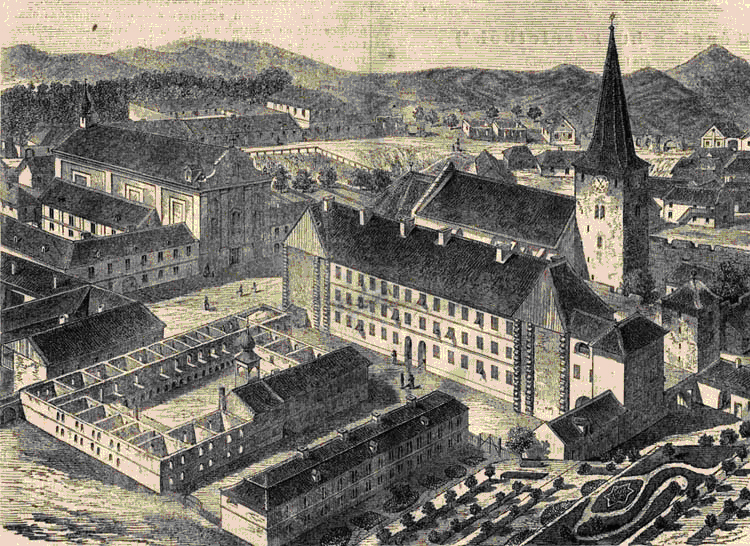
Az újjáépülő Nagyenyed

Szilágyi Farkas becslése szerint a kár meghaladta a 2 millió forintot; csak a kollégium kára volt több, mint 200 ezer forint. A régi épület (ókollégium) elpusztult, a 19. századi szárny állva maradt, de minden termét szisztematikusan kifosztották és felégették, így megsemmisültek a múzeumi gyűjtemények, a természettudományi eszközök, és a huszonöt-harmincezer példányt számláló könyvtár (csak néhány száz könyvet sikerült megmenteni). Cseréppel vagy zsindellyel fedett épület nem maradt épen; a házak szobáit szétrombolták, néhol még a falakat is megbontották. A leégett épületek között volt a vármegyeháza és a katolikus templom és kolostor, viszont a városháza és a református templom magassága miatt megmenekült. A műhelyeket, kereskedéseket, gyógyszertárakat elpusztították, a levéltárakat és Zeyk Miklós tudományos dolgozatait megsemmisítették, az emberek tulajdonát elvitték vagy összetörték.
Felbecsülhetetlen volt az erkölcsi és szellemi kár is. A katasztrófa egy igen ígéretes fejlődési szakaszt tört derékba; szétszéledt a korszerű felfogású, kimagasló, a fiatalságra nagy hatást gyakorolni képes tanári kar, pótolhatatlan veszteséget szenvedett a könyvtár, a múzeum és az Erdélyben páratlan állat- és ásványgyűjtemény, a kollégium pedig csak közel fél évszázad múltán érte el korábbi színvonalát. Krizbai Jenő szerint „Nemzedékek évszázados munkáját, ami az európai kultúrának szerves részét képezte már, a civilizációs értékeket nem ismerő alvilági erők ellenségnek vélték, és értelmi szintjükhöz mért elszámolást végeztek.” Több emlékíró is rámutat arra, hogy a pusztítást „egyfajta szakmai gondossággal”, precíz hozzáértéssel végezték, nagy hangsúlyt fektetve a rendkívüli értékű okmányok, műtárgyak, berendezések megsemmisítésére, míg a kevésbé értékes iratok, tárgyak nagy számban maradtak meg.

### Felelősség
A legtöbb forrás egyetért abban, hogy az értelmi szerző és kivitelező Ioan Axente Sever volt, aki január 2-án Balázsfalván állítólag kézhez kapta a szebeni hadparancsnokság levelét, mely szerint Nagyenyedet hadászati szempontból el kell pusztítani, hogy a magyarok ne tudják bázisként használni Gyulafehérvár ostromához. Több román vezér (főként a Bolliac eszméit pártolók) tiltakozott az ellen, „hogy a román név egy békés és ártatlan város elpusztításának gyalázatával szennyeztessék be”, de Axente „a magyarok ellen táplált engesztelhetetlen gyülöltség által ösztönöztetve” hajthatatlan maradt és január 8-án megeskette és a város ellen indította embereit. Ő maga ekkor nem volt köztük, de másnap több szemtanú is látni vélte őt Nagyenyeden „fényes szerszámu szép lovon”, ahogy mulatott és biztatta az embereit, bár nem gyilkolt. Később mindig azzal igazolta magát, hogy utasítás szerint járt el („parancsolatom volt a generalistól”), mivel félt az osztrák megtorlásról, és szerinte a levél levette válláról a pusztítás ódiumát. Feljegyezték egy olyan nyilatkozatát is, mely szerint „azért pusztítottam el Enyedet, mert a magyarok Hidast elégették, és mert rosszak.” Az osztrákok előtt azzal védekezett, hogy magyar csapatok támadták meg a felkelőit, a kialakuló csata alatt pedig néhány kunyhó meggyúlt, és ezért égett le a város.
Simion Prodan Probu a legtöbb vélemény szerint nem volt felelős a dúlásért; sőt, meg akarta menteni Enyedet, vagy legalábbis nem szánt neki olyan szörnyű sorsot, mint Axente (bár megjegyzendő, hogy Kőváry László őt teszi fő felelőssé a dúlásért). Prodan volt a Maros jobb partjának, így Enyednek is térparancsnoka (Axentéé a bal part volt), és megígérte, hogy nem esik bántódása a városnak (a balázsfalvi megegyezésről feltehetőleg nem tudott). A bevonulóknak megpróbált ellenállni, azonban kis csapatának nem volt esélye a többezres hordával szemben, és a túlerőt látva elmenekült, kimentve több magyar embert is a városból. Prodan fosztogató, gyilkoló csapatait január 9-én nem ő, hanem egy Bârlea nevű pap hozta be a városba. Szemtanúk szerint azonban január 10-én Prodan visszatért Enyedre és kivette a részét a rablásból és gyújtogatásból, „ezzel nevét és emlékét beszennyezte”. Valószínűleg azért tette ezt, mert Axente nyomást gyakorolt rá, hogy megossza vagy elhárítsa a vállaira nehezedő felelősséget.
Megemlítették Ioan Buteanu alprefektus nevét is, akinek tábora a város nyugati részét pusztította el, azonban ezek az emberek nem voltak annyira kegyetlenek, mint Axente és Prodan csapatai. Nem ismeretes, hogy maga Buteanu a városban tartózkodott-e a dúlás alatt.
A kegyetlenségekben különösen kitűnt Nicolae Repede (felgyógyi ortodox pap), Nemes Ioan (a háportoni görögkatolikus pap fia), és Istrate Groza (a felenyedi tanító fia); nekik nagy szerepük volt a lakosok megkínzásában és legyilkolásában. Szilágyi megjegyzi, hogy „főleg a [román] papság és a Balázsfalván tanuló fiatalság nagyobb része vált ki az embertelenség munkájában. Ezek nem kiméltek senkit, lett légyen az férfi, nő vagy gyermek. […] Adott példáik és fenyegetéseik által ők serkentették a félre vezetett, elámitott, tudatlan oláhokat, hogy vetkezzenek le magukról minden jobb érzületet”. Sávai János szerint a nagyenyedi, zalatnai és hegyaljai vérengzéseket a román értelmiségiek tervelték ki. Domonkos László eltűnődik monográfiájában, hogy mi késztethette a román tömeget ilyen fokú szadizmusra.
Kritikát fogalmaztak meg Ludwig von Losenau császári ezredessel szemben, aki bár csapataival a közeli Obrázsán tartózkodott, és tudta, hogy mi történik Nagyenyeden, nem küldött sereget a civilek megsegítése érdekében, arra hivatkozva, hogy nem tehet ez irányban semmit. Szemrehányással illették Czetz Jánost is, hogy a kérések ellenére nem küldött honvédeket, bár ami azt illeti, ezt Bem tiltotta meg neki, Czetz pedig Torda elfoglalása után nem oszthatta fel amúgy is csekély erőit. A Szilágyi könyvében közölt vélemények szerint Czetz abban hibás, hogy nem volt eléggé előrelátó: ha január első napjaiban nagyobb figyelmet szentel az enyedi helyzetnek és magában a városban szervezi meg a fegyveres ellenállást, Nagyenyed valószínűleg megmenekült volna. Kemény István főispánt az enyedi katonaság november 8-i kivonása miatt tartották hibásnak.

## Az események hatása
A Nagyenyeden történtek, mely mintegy betetőződése volt az ősz óta tartó magyarellenes vérengzéseknek, fordulópontot jelentettek a magyar-román kapcsolatokban; ettől kezdve nehezen volt elképzelhető az egyeztetés és együttműködés. Az esemény döntő hatással volt a magyar kormány politikájára. Czetz alezredes már január közepén levélben figyelmeztette Beöthy Ödön kormánybiztost, hogy bármit is tegyenek a magyarok, a románok folytatni fogják a népirtást, és intézkedéseket követelt (önvédelem szervezése, magyar népfelkelés indítása). Czetz és Dobozy István (aki Czetztől függetlenül ugyanazokat az aggodalmakat fogalmazta meg) jelentései eljutottak az Országos Honvédelmi Bizottsághoz, Kossuth Lajos pedig kijelentette, hogy „csordultig telt az irgalomnak pohara”, és Csány Lászlót nevezte ki az enyedi események miatt lelkiismereti válságba került, és emiatt lemondott Beöthy helyére. A magyar kormány ettől kezdve sokkal keményebben lépett fel, vadászcsapatok alakultak (melyek feladata az elrabolt holmik visszaszerzése és a román bandák lefegyverezése volt) és vésztörvényszékeket állítottak (melyek Nagyenyed 47 román fosztogatóját ítélték el). Bem hódításainak következtében a román felkelőknek juttatott császári pénz elapadt; a románok visszavonultak a hegyekbe és egészen májusig (az abrudbányai mészárlásig) csak hébe-hóba történtek kisebb atrocitások.
Nagyenyed elpusztítása miatt az osztrákok is felháborodtak, Puchner pedig vizsgálatot ígért, de végül a fő felelősöket nem ítélték el. Axente Severt már 1849 februárjában letartóztatták, de a császári bíróság ártatlannak találta; később osztrák és orosz kitüntetéseket kapott, évjáradékot folyósítottak számára, és gondtalanul élte le életét boroskrakkói birtokán. Simion Prodant és Nicolae Repedet 1849 őszén fogták el, de vizsgálati fogság után szabadon engedték őket.
Rácz Levente szerint az 1849-es vérengzés „végérvényesen elindította a nagyreményű kisvárost az erdélyi magyar világ centrumából a perifériára sodródás lassú és fájdalmas útján”.

## Nagyenyed újjáépítése
Az enyediek tisztában voltak azzal, hogy önerejükből nem építhetik újjá városukat, így a magyar állam segítségét kérték. 1849 márciusában a Désen és Kolozsváron állomásozó enyedi nemzetőrök küldöttséget indítottak Debrecenbe, hogy támogatást kérjenek az újjáépítésre és a menekültek megsegítésére. A károkról Szász Károly számolt be a képviselőháznak, és 300 000 pengőforintot kért Enyed részére. A kihallgatáson Kossuth Lajos mélyen meghatottan hallgatta végig a beszámolót, és kijelentette, hogy „Enyednek fel kell épülnie és szebb lesz, mint volt, mert Enyed nagy hivatással bír Erdélyben”. Azonban pénzszűke miatt csak százezer pengőforint segélyt tudott utalványozni az állam pénztárából. Az enyedieknek mások is nyújtottak támogatást, még románok is; például Sólyomkő és Fentős román lakossága pénzsegélyt juttatott a menekülteknek.
Nemzetőrök már március közepén állomásoztak Nagyenyed környékén, a hónap végén pedig az enyedi csapat is hazatért, így a közbiztonság jóformán helyreállt. Az első enyedi lakosok április elején kezdtek visszatérni városukba, legtöbbjük a kollégium még állva maradt épületeiben szállásolta el magát. Május 1-én megyei közgyűlést tartottak a feldúlt református templomban, melyen a város újjáépítéséről döntöttek. A városiak közül még csak kevés tért haza (főként iparosok), azonban a tavasz folyamán elvégezték a szántás-vetést, vegyes kereskedés nyílt, megindult az egyházi élet szervezése, a magyar állam jóvoltából érkezett nagy mennyiségű épületfából pedig megkezdték az újjáépítést. A várost öt-hatszáz nemzetőr vigyázta, és ők helyettesítették a tanácsot is.
Ezen a nyáron Barabás József beszámolója szerint „még az utcák is mind bé voltak nőve nagy burjánokkal és seprűfélékkel, kivévén a közepét, hol a szekerek inkább jártak; irtózással jár az ember még a saját telkén is, nem tudván mi rejtezkedik a sűrű magas burján között […] a kúriák mind begyepesedtek, főként az Ókollégiumé, oly nagy bürkök és szamártövisek nőttek rajta, hogy nyáron a gyermekek ki se látszottak belőle, és szeptemberben gyökérvágóval kellett kivagdaltatnom, a kapa lehetetlen lévén”.
1849. július 26-án újabb katasztrófa sújtotta a várost, mikor is román népfelkelők (Szilágyi következtetése szerint Axente Sever táborának egy része) ismét lerohanták és felprédálták. A nemzetőröket a magyar katonai parancsnokság július 20-a körül Tordára rendelte, és néhány nap múlva megjelent egy fegyveres román csapat, amely általános vérengzést és fosztogatást rendezett. Az áldozatok száma ez alkalommal csak 17 volt, mivel a támadás nappal történt, és a városban amúgy sem voltak sokan. Aminek értéke volt, azt elvitték, a templomokat megszentségtelenítették, majd a város határát is feldúlták, így a gazdag termés elpusztult. Nagyenyed ismét lakatlan, elhagyatott rom lett, és a lakosok csak a szabadságharc leverése után kezdtek újból visszatérni.
Incze Dániel és Vajna Antal tanárok már 1850 elején visszatértek Nagyenyedre, berendezkedtek a kollégium egyik szobájában és további három termet hozattak rendbe, hogy újra megkezdjék a tanítást. Két osztálytanítót fogadtak maguk mellé, majd májusban elkezdték a tanulók toborzását, kiknek száma az év folyamán már 48-ra duzzadt. Bár Ludwig von Wohlgemuth, Erdély katonai és polgári kormányzója csak elemi iskolai oktatást engedélyezett, Inczéék ezt figyelmen kívül hagyták, és gimnáziumi osztályt is indítottak. 1851-ben már 96, 1852-ben pedig 256 gyerek tanult a kollégiumban, miután a tanárok a Székelyföldről is toboroztak.
A Bach-korszakban a város 30 000 forint kölcsönt kapott 4%-os kamatra a kormánytól az újjáépítésre (ugyanakkor az elpusztult román templomok újjáépítésére 80 ezer forint segélyt utaltak ki).
Nagyenyed csak lassan tért magához. 1853-ban Jókai Mór még „leégett, romos, lakatlan házakat, kormos falakat, gyom felverte udvarokat, az ablakokon kikandikáló, embermagasságra nőtt dudvát” látott; ugyanakkor megjelenik a bizakodás is: „nagy áldás az égtől, hogy az emberek feledni tudnak, s hogy a sírokon is szabad virágnak nőni. Egyébiránt az ittlakók azt állítják, hogy Enyed már nagyon sokat épült.” Ebben az évben Viskóczi házfőnök kijavíttatta a katolikus templomot és rendházat, Kolonics István pedig új orgonát épített. Már az 1850-es években rendeztek társas összejöveteleket, mulatságokat, előadásokat, újjáalakult a Kaszinó; a lakosok igyekeztek túllépni a katasztrófán.
Az osztrákok azt tervezték, hogy a református kollégium még álló épületeiben katonai laktanyát rendeznek be, de végül nem került sor erre, és a következő évtizedekben az iskola rohamos léptekkel támadt fel: Mikó Imre főgondnok és más mecénások nagy összegekkel támogatták a helyreállítást, ezen felül könyveket, gyűjteményeket adományoztak. Mikó Imre elérte, hogy a nagyenyedi intézet ismét kollégiumként működhessen, és 1858-ban már érettségi vizsgát is tartottak – ekkor még az osztrák tanterv szerint, de a református egyház hamarosan visszaszerezte önrendelkezési jogát a tanügy felett, minek eredményeként új oktatási rendszert állítottak fel. Tanítóképző, teológiai és jogi tanfolyam alakult, később további intézetek, 1867-ben pedig a diákok száma már 1120 volt (ami a város lakosságának közel 20%-ának felelt meg).
A nagyenyedi házak, épületek többsége csak az 1880-as évekre épült újjá (ekkor készült el a kollégium egy újabb szárnya is), és a város csak az 1890-es évek közepére heverte ki a katasztrófát.

## Emlékezete
Az enyediek már az 1850-es évek elejétől kezdve minden év január 8-án ünnepélyes istentisztelet keretében emlékeztek meg a vérengzésről, a vár fala mellett levő tömegsírt – ahol 400 halottat földeltek el – megkoszorúzták, az ablakokban és a sírnál pedig gyertyákat gyújtottak. 1899-ben a városi tanács helyi gyásznapnak nyilvánította ezt a napot. 1904-ben egy emlékművet adtak át a sírnál, a vár falában; rajta márványtábla hirdeti az esemény dátumát.
Ahogy a szenvedéseket átélt generáció kihalt, a emlékünnepeken résztvevők száma csökkenni kezdett. Erdély Romániához csatolása után ezek teljesen megszűntek: egészen az 1989-es rendszerváltásig – vagyis közel 70 éven keresztül – még említeni sem volt szabad a vérengzést. A rendszerváltás után azonban az események visszaszivárogtak a köztudatba, és 1994-től ismét tartanak megemlékezéseket. 2011-ben restaurálták és újra felavatták az emlékművet és két fenyőt is ültettek az ösvény mellé; az avatáson részt vett a városi tanács liberális frakciója és Josan román polgármester is. 2017-ben emlékművet állítottak a mártíroknak a kollégium udvarán, 2018-tól pedig minden évfordulón fáklyás felvonulással emlékeznek az eseményekre.
A román történetírás általában kerüli a vérengzés említését. Egy monográfia szerint Enyeden 1849 januárjában „csak kisebb rablások történtek, melyeket főként a szászok követtek el”. Vasile Bologa román történész 1939-es tanulmányában nem tagadja a történteket és Axente szerepét, és helyrehozhatatlan hibának tartja a kollégiumi könyvtár pusztulását, azonban az áldozatok számát túlzásnak tartja, a pusztítást stratégiai okokkal magyarázza, továbbá a magyarok „barbár terrorjára” való visszavágásnak tekinti. Hasonló konklúziót fogalmaz meg kortársa, Silviu Dragomir, aki szerint ezzel „a románok megfizettek az előző századokért a magyaroknak”. A bagatellizáló és ferdítő tendencia a 21. században is jelen van; egy 2015-ben megjelent útikönyv szerint „1849-ben a városban néhány épület megrongálódott a magyar felkelők és a császári hadsereg közötti harcok közben”, egy másik tanulmány szintén „magyar felkelőket” nevez meg az enyedi pusztulás okaként, egy cikk szerint pedig Nagyenyeden csak annyi történt, hogy románok felgyújtották a kolostort és megsebesítették a papot. Megjegyzendő azonban, hogy egyes román szerzők kendőzetlenül mutatják be az eseményeket.
Axente Severt román nemzeti hőssé nyilvánították, köztéri szobra áll Nagyenyeden, és az egyik helyi iskola és utca is az ő nevét viseli.

### A kultúrában
A vérengzés a tárgya Gustav Freytag sziléziai származású német író Eine Familie zu Nagy Enyed novellájának, mely 1850-ben jelent meg a Die Grenzboten folyóiratban. A novella felvázolja a politikai helyzetet, majd egy magyar család szemszögéből mutatja be az eseményeket. Magyarra Székely Ödön nagyenyedi tanár fordította (Egy nagyenyedi család, 1914). A dúlás egy mozzanata a témája Csorvássy István Lósenau és Prodán találkozása című tárcájának.
Nagyenyed pusztulására való utalásokat tartalmaz Jókai Mór Egy az Isten regénye és Büki Attila Székelyföldi hajnalcsillag drámája. A katasztrófa utáni romos, újjáépülő város és kollégium megjelenik Makkai Sándor Mi Ernyeiek és Berde Mária A hajnal emberei regényeiben is.
A vérengzés, a menekülés, az újjáépítés több verset is ihletett, például Berde Mária: Erdélyi ballada, Jékely Zoltán: Nagyenyed, 1850, Kerekes Sámuel: Üdvözlet Nagyenyedhez, Magyari Lajos: Bethlen Gábor álma, Szász Károly: Az enyedi temetőben, Váró Ferenc: Enyed a szobor helye.